# Nicolò Barella
Nicolò Barella (Càller, Ciutat metropolitana de Càller, Itàlia, 7 de febrer de 1997) és un futbolista professional italià. Juga de migcampista i el seu equip des de 2019 és l'Inter de Milà de la Sèrie A d'Itàlia.

## Internacional
Ha estat internacional amb la selecció de futbol d'Itàlia en les categories sub-15, sub-16, sub-17, sub-18, sub-19, sub-20, sub-21 i absoluta.

## Palmarès
FC Inter de Milà
- 2 Serie A: 2020-21, 2023-24
- 2 Copes italianes: 2021-22, 2022-23
- 3 Supercopes italianes: 2021, 2022, 2023

Selecció italiana
- 1 Eurocopa: 2020